# San Buenaventura
San Buenaventura é um município de El Salvador, localizado no departamento de Usulután.